# Hirudinidae
Hirudinidae es una familia de Hirudinea (sanguijuelas) que contiene diez géneros.

## Géneros
- Hirudo
- Hirudobdella
- Limnobdella
- Macrobdella
- Ornithobdella
- Oxyuptychus
- Philobdella
- Pintobdella
- Poecilobdella
- Richardsonianus